# Phaeolepiota aurea

Text cursiv
Phaeolepiota aurea (Heinrich Gottfried von Mattuschka, 1779 ex René Maire, 1928) sin. Pholiota aurea (Heinrich Gottfried von Mattuschka, 1779 ex Pier Andrea Saccardo, 1887) sau Pholiota spectabilis (Elias Magnus Fries, 1828 ex Paul Kummer, 1871), din încrengătura Basidiomycota în familia Agaricaceae și de genul Phaeolepiota, denumită în popor ciuperci aurii, este o ciupercă saprofită, comestibilă, dar consumată crud foarte otrăvitoare. Se dezvoltă în România, Basarabia și Bucovina de Nord acolo unde apare în număr mare, adesea în cercuri de vrăjitoare, prin luminișuri și niciodată în desiș, în păduri de foioase, preferat sub arini printre urzici, dar și sub fagi și în păduri de conifere pe mușchi, aproape de rădăcinile rășinoaselor, mai departe în parcuri, grădini, livezi, câmpuri și pajiști, precum și pe marginea drumurilor, evitând deșeuri. Buretele colonizează soluri bogate în nutrienți și azot, adesea antropice în regiuni mai răcoroase, cu predilecție în altitudinea submontană, din (august) septembrie până în noiembrie (decembrie).
Numele generic se trage din cuvintele (greacă veche φαιος=gri, gri-brun, obscur) și (greacă veche Λεπιδωτός=solzos). Epitetul de aurea vorbește de la sine, însemnând auriu și se referă la coloritul general al ciupercii.

## Taxonomie

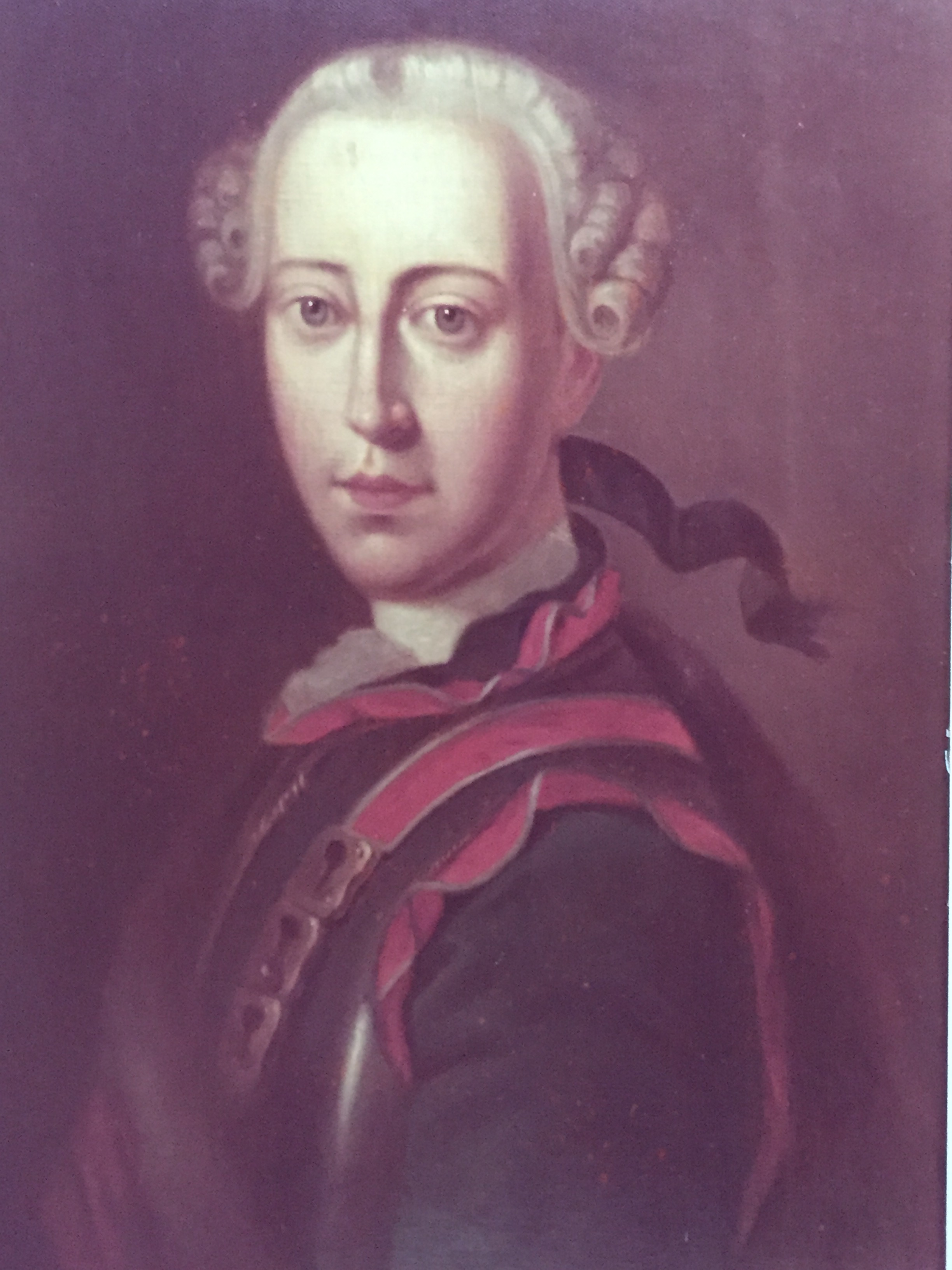
H. Mattuschka

Numele binomial a fost determinat drept Agaricus aureus de botanistul și filozoful german, contele Heinrich Gottfried von Mattuschka (1734-1779), în lucrarea sa Enumeratio  Stirpium in Silesia sponte crescentium din 1779.
În 1828, renumitul Elias Magnus Fries a creat denumirea Agaricus spectabilis, transferat de micologul german Paul Kummer la genul Pholiota în 1871, iar, în 1889, micologul italian Pier Andrea Saccardo l-a văzut în același gen, bazând însă pe numele lui Mattuschka, fiind astfel cel mai vechi și astfel valabil.
În sfârșit, micologul francez René Maire a creat mai întâi noul gen Phaeolepiota și i-a adăugat specia ca singura sub taxonul valabil până în prezent (2019), de verificat în volumul 5 al Icones selectae Fungorum din 1928.
Toate celelalte denumiri sunt acceptate sinonim, dar nu sunt folosite.

## Descriere

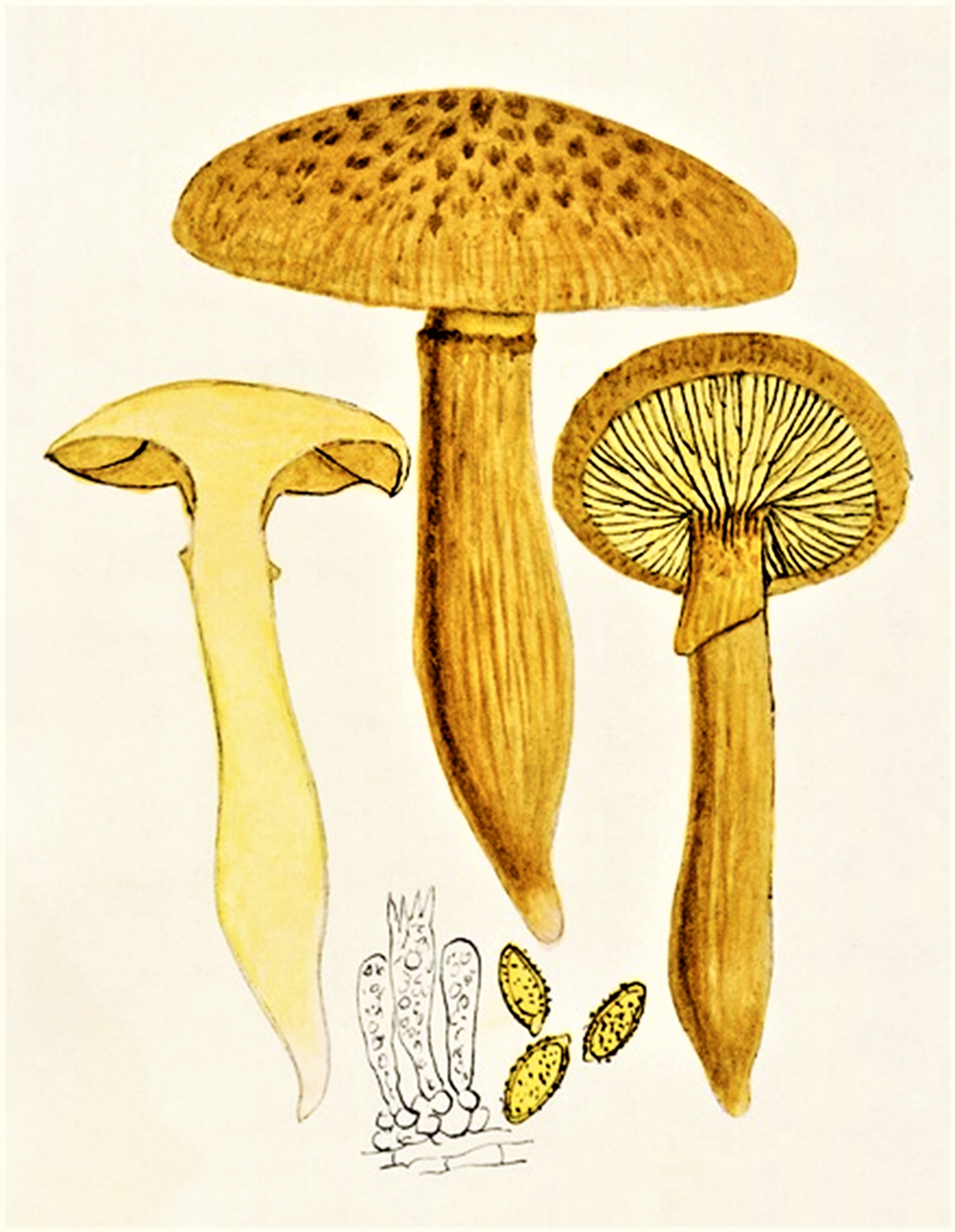
Bres.: Pholiota spectabilis

- Pălăria: are un diametru de 5-15 (25) cm, este cărnoasă, la început emisferică, apoi convexă, pentru mult timp cu marginea răsucită în jos, aplatizând odată cu vârsta, atunci adesea cu un gurgui central tocit sau ascuțit și margininea răsucită în sus și ondulată. Cuticula este solzos-granulată, uscată și mată. Prezintă un colorit între auriu și gălbui-ocru, dar de asemenea cu nuanțe roșu-portocalii de culoarea caiselor. Granulele se pot îndepărta ușor sau cu timpul pot fi spălate de ploi.
- Lamelele: sunt la început învelite de un văl parțial dur și granulat. Ele sunt groase, devenind spre pălărie mai subțiri, inegale, dese, fiind dințat aderate, câteodată ușor decurente la picior. Coloritul inițial gălbui până deschis ocru trece treptat în galben-ruginiu până roșiatic.
- Piciorul: este lung cu o înălțime de  8-15 (20) cm și o grosime de 1,5-3 cm, cilindric, ușor dilatat la bază și plin. Coloritul este albicios până slab gălbui, apoi ocraceu-roșiatic. Poartă un inel portocaliu bătător la ochi, membranos și cutat către marginea pălăriei granulat roșiatic până gol care atârnă în jos – un rest al vălului parțial. este membranos și cutat către marginea pălăriei, de culoare portocalie cu granule mici roșiatice.
- Carnea: este consistentă, inițial albicioasă, mai târziu palid-galbenă, spre baza piciorului de culoare mai închisă, aproape roșiatică care nu se colorează după tăiere. Mirosul este puternic de acid cianhidric cu nuanțe de cel de ciuperci șai gustul plăcut, pentru mulții chiar delicios.[3][4]
- Caracteristici microscopice: are spori alungit ovoidali până elipsoidali, slab verucoși pe suprafață și granulați pe dinăuntru, hialini (translucizi), cu o mărime de 8-10 × 5-6 microni. Pulberea lor este slab gălbuie. Basidiile clavate cu 4 sterigme fiecare măsoară 30-35 x 8-9 microni. Cistidele (celule  sterile, de obicei izbitoare, situate în stratul himenal sau printre celulele din pielița pălăriei și a piciorului, probabil cu rol de excreție) sunt mai scurte, de asemenea în formă de măciucă, fiind rotunjite la capăt.[13]
- Reacții chimice: nu sunt cunoscute.[14]

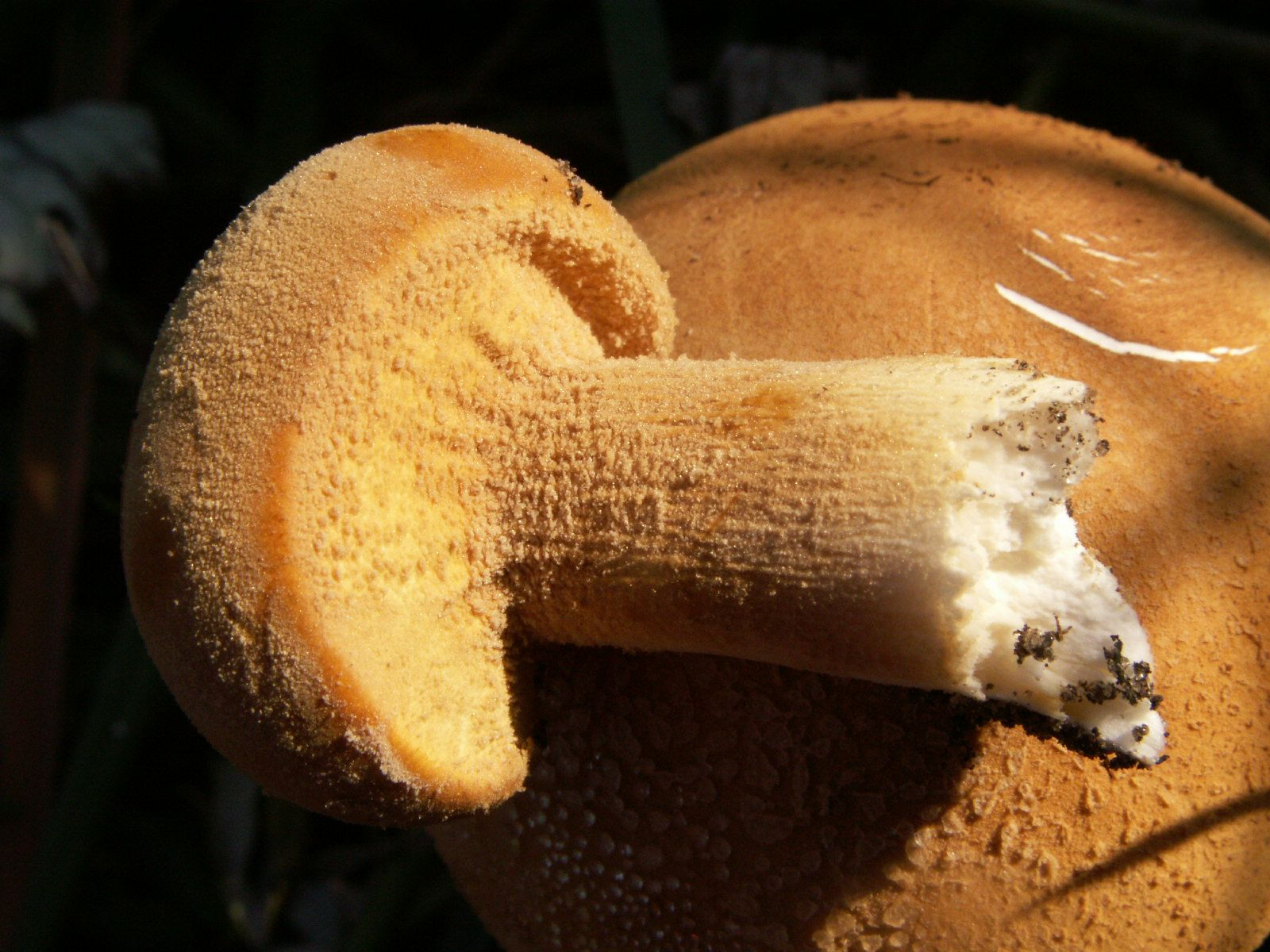
Ph. aurea, văl parțial
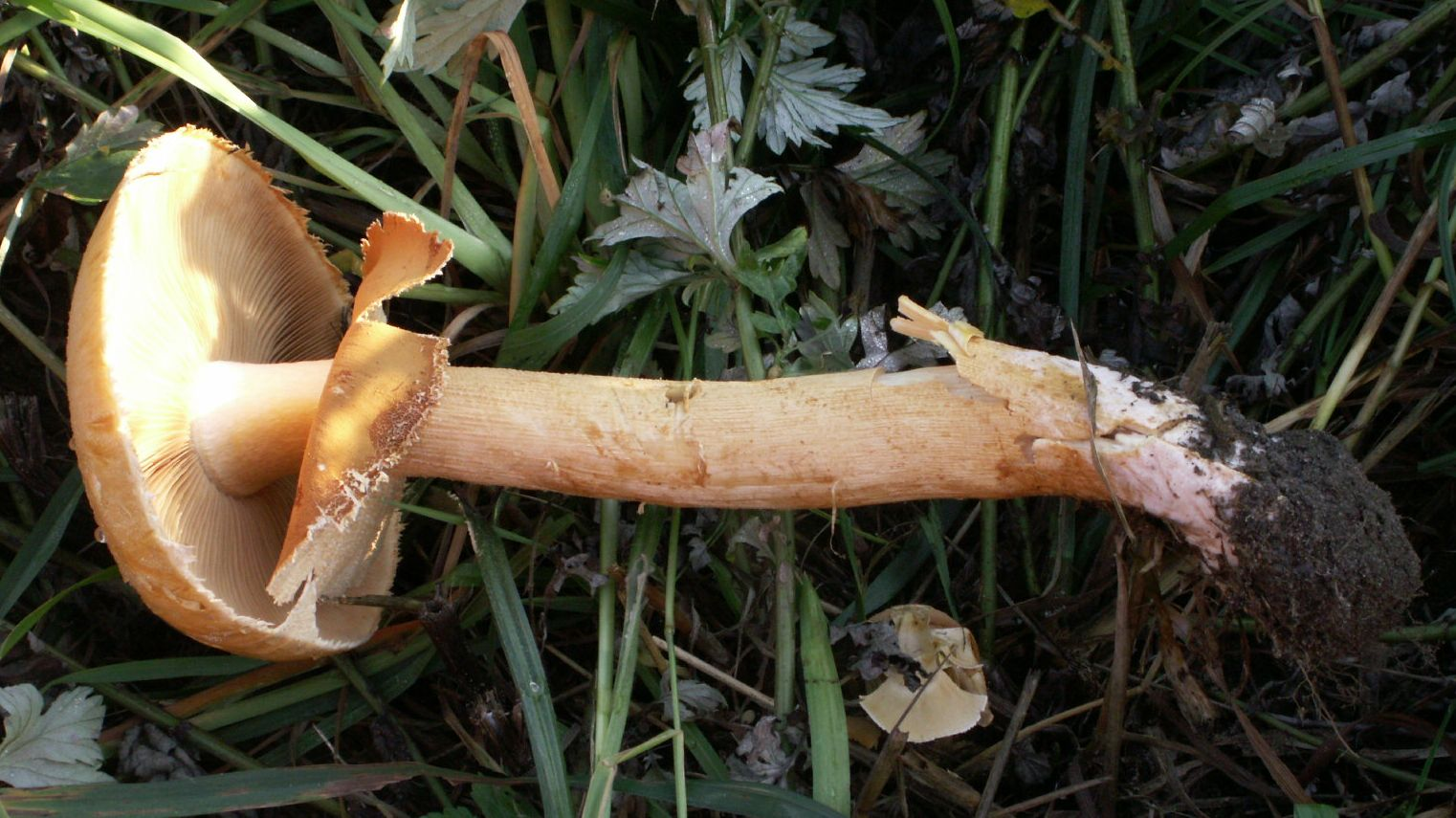
Ph. aurea, lamele
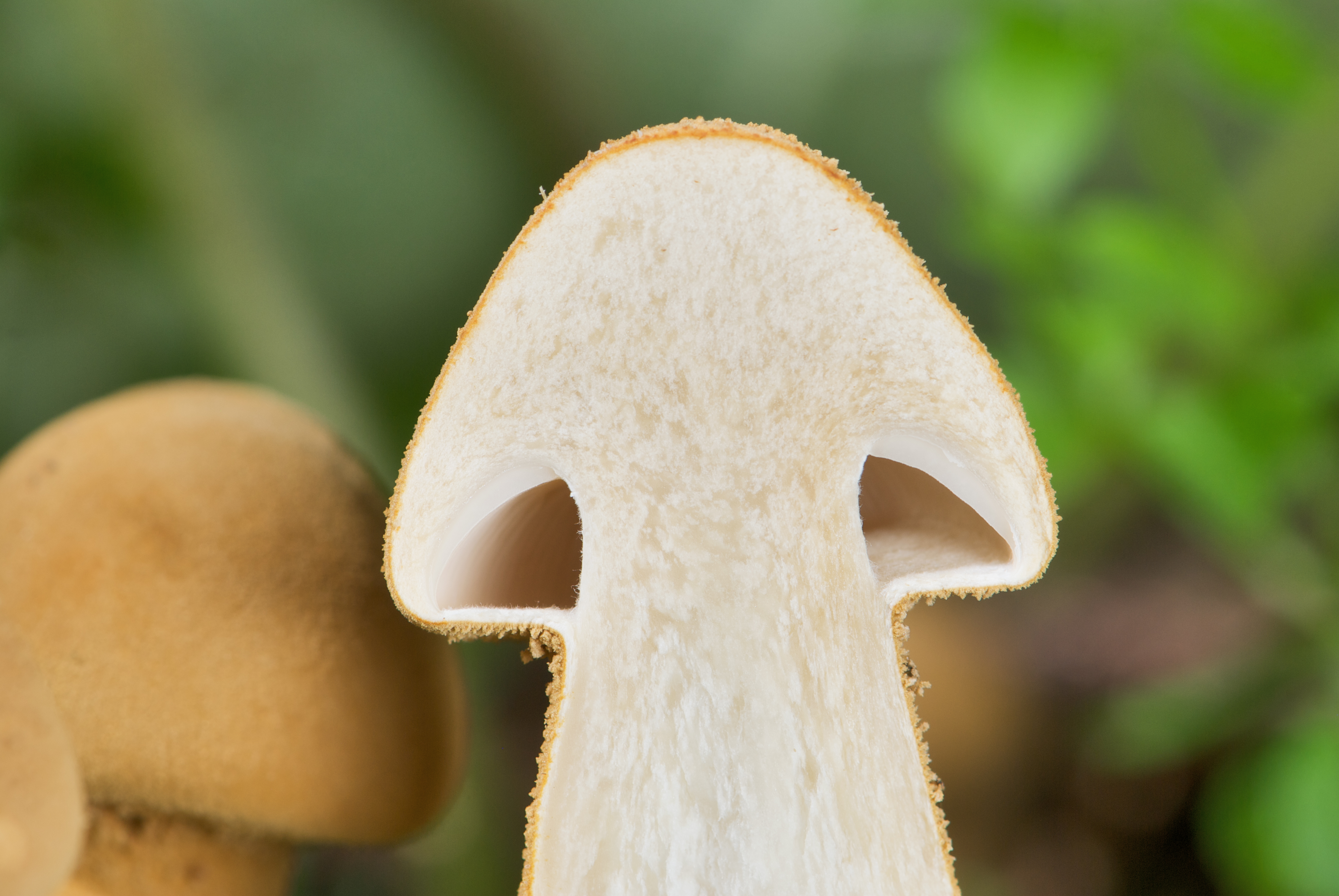
Ph. aurea secțiune longitudinală
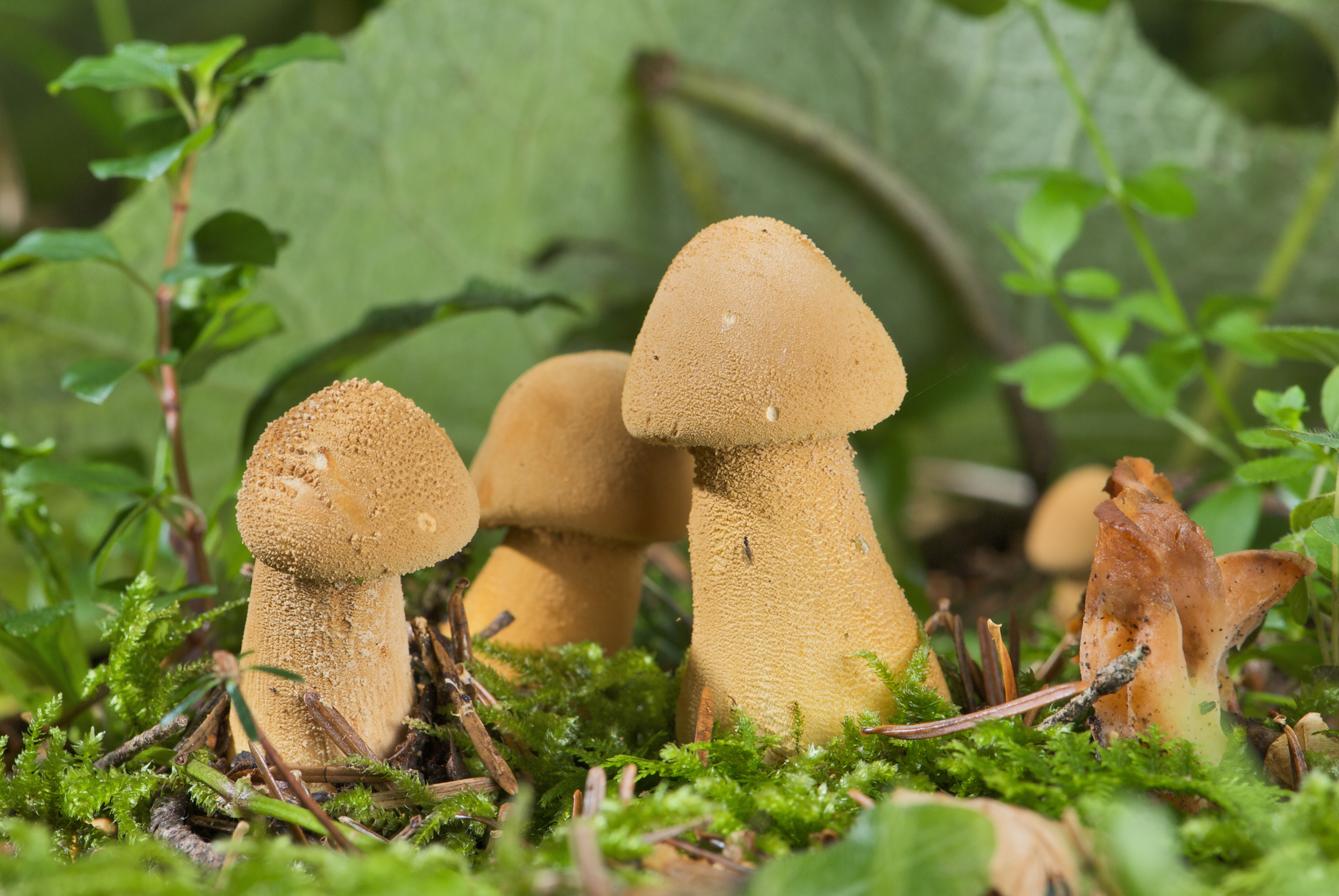
Ph. aurea tineri
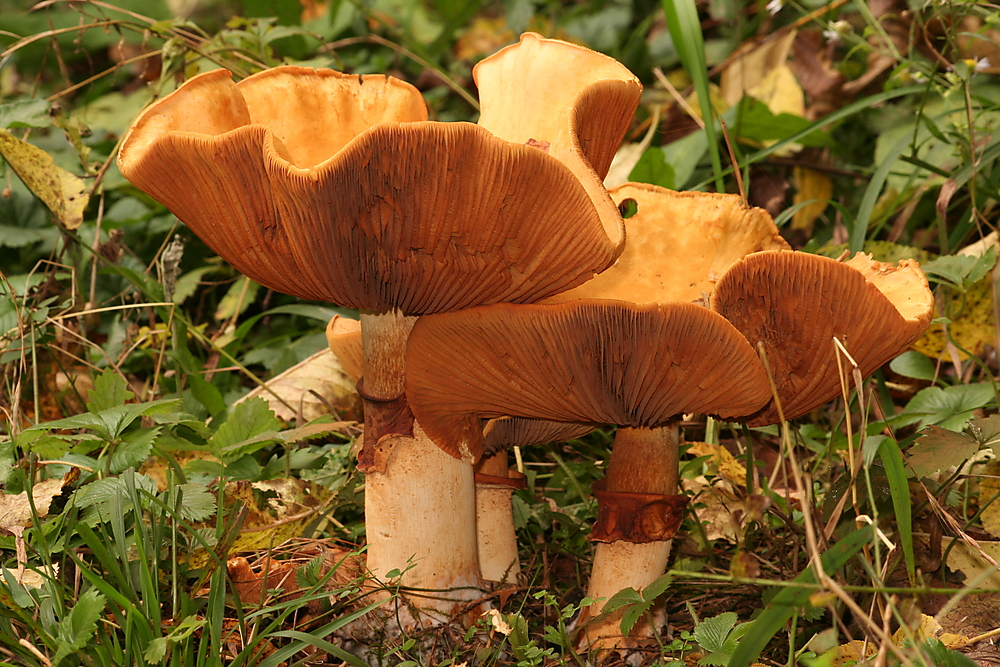
Ph. aurea bătrâni
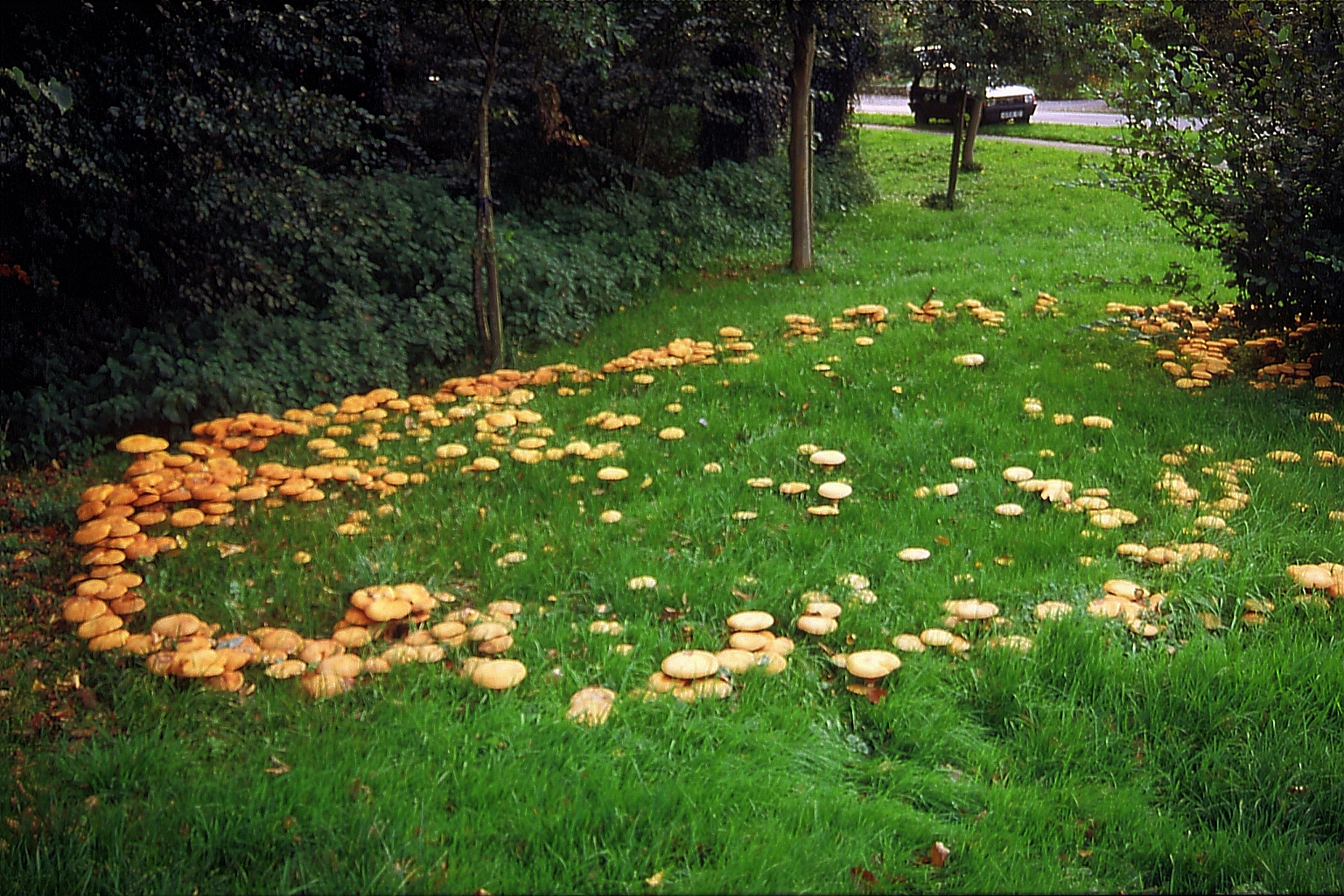
Ph. aurea, cerc de vrăjitoare

## Confuzii
Dacă nu se dă seama de mirosul specific, specia poate fi confundată de exemplu cu: Cortinarius collinitus (comestibil), Cortinarius limonius (letal), Gymnopilus flavus (necomestibil), Gymnopilus junonius sin. Gymnopilus spectabilis (necomestibil), Gymnopilus odinii (necomestibil), Gymnopilus penetrans sin. Gymnopilus liquiritiae (necomestibil), Gymnopilus sapineus (necomestibil) sau Pholiota squarrosa (comestibil).

## Specii asemănătoare în imagini

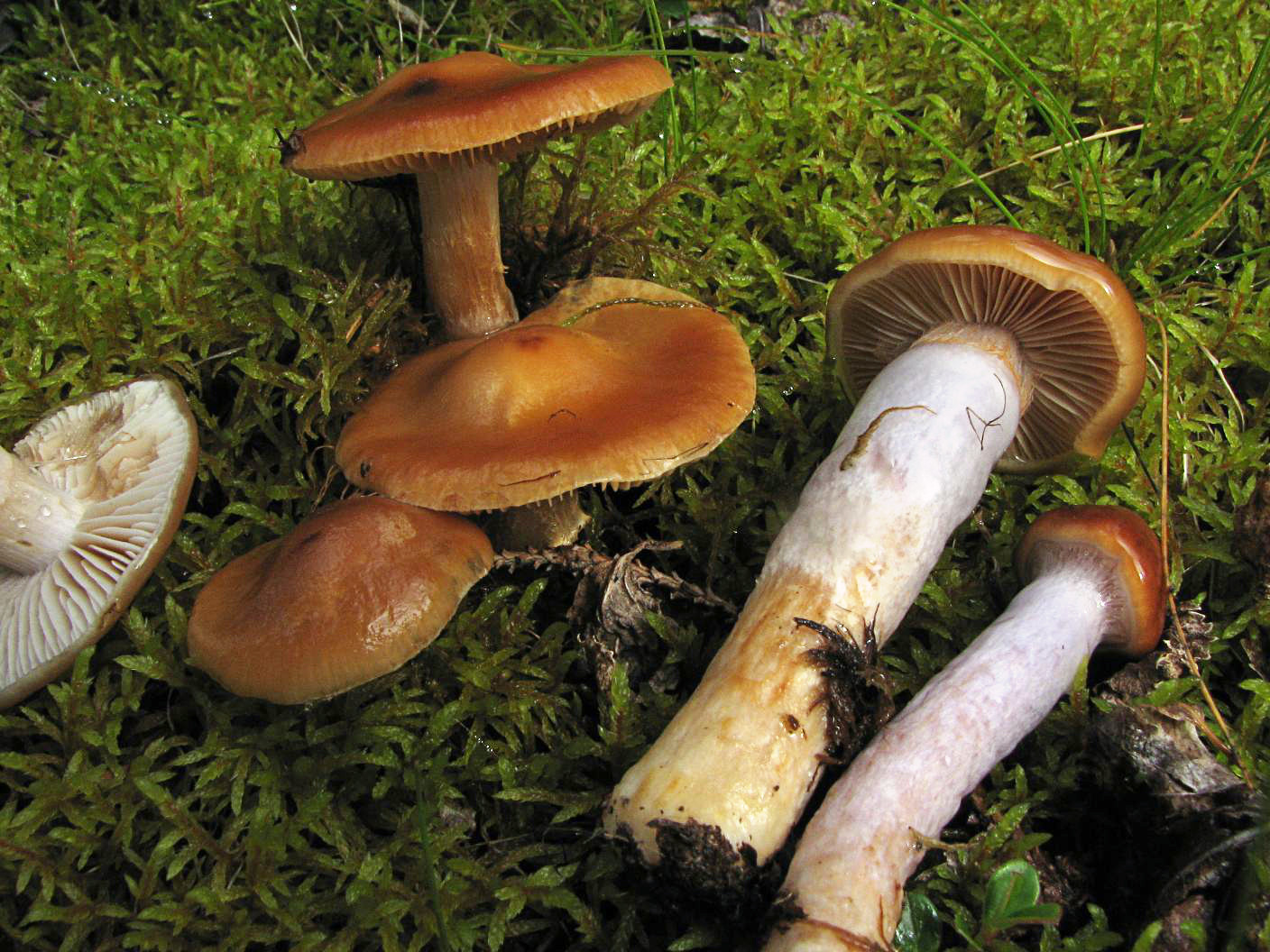
Cortinarius collinitus
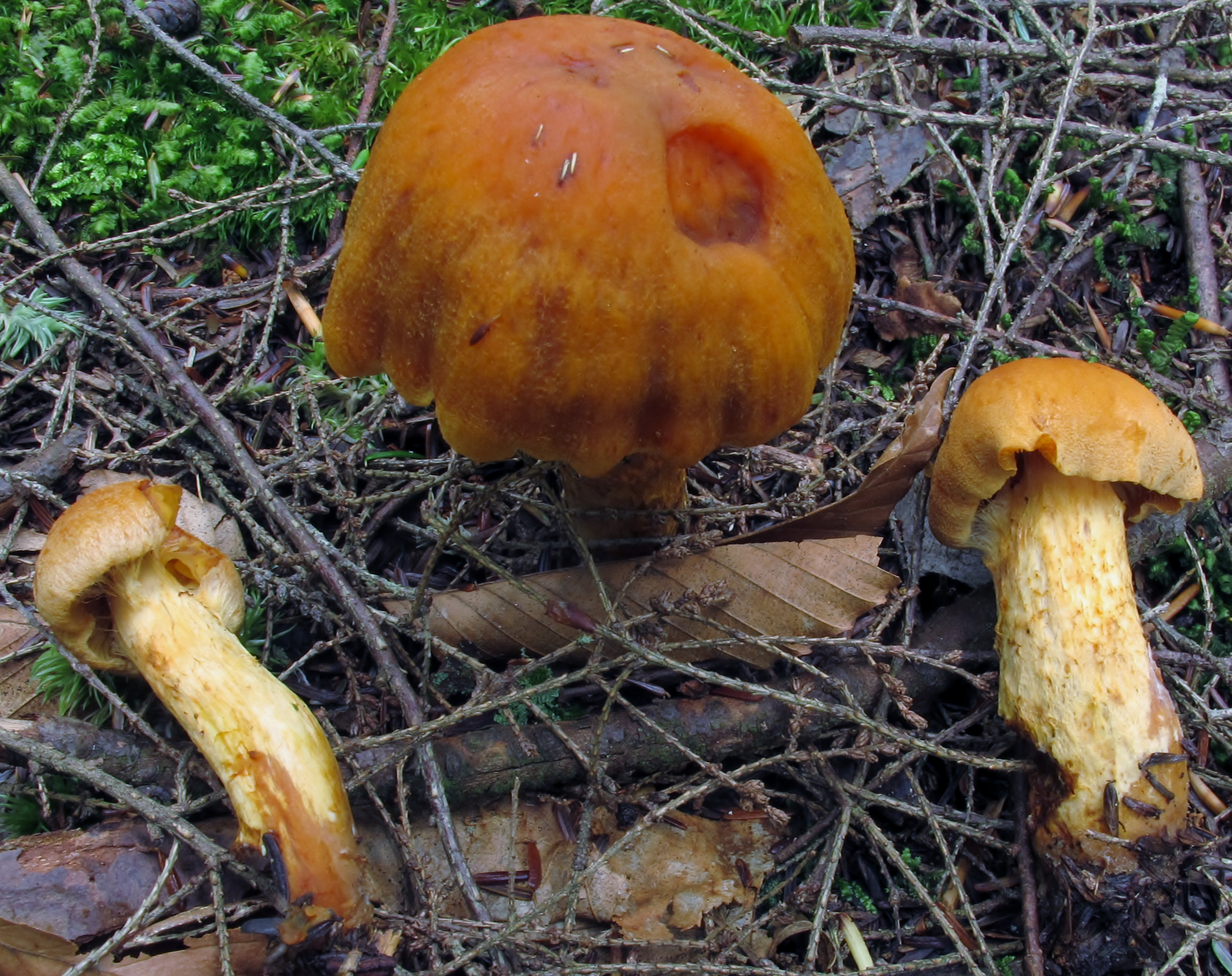
!!!Cortinarius limonius!!!
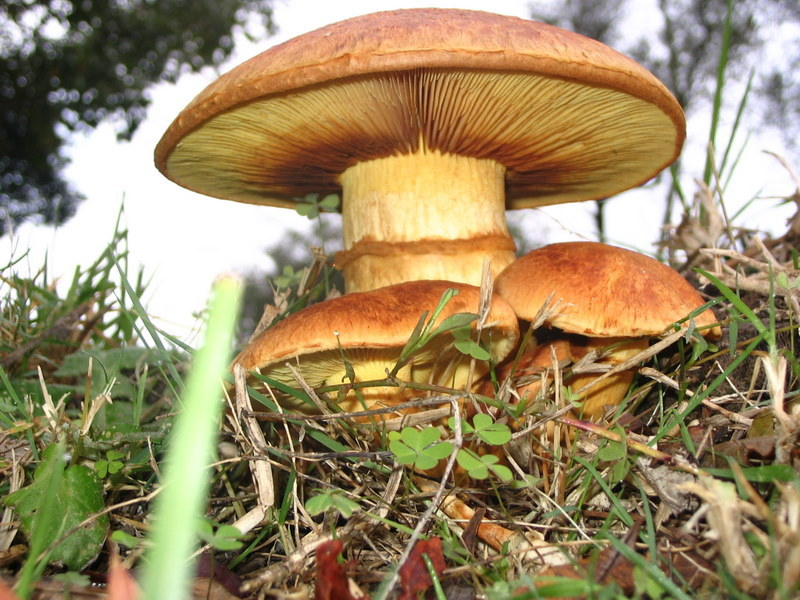
!!Gymnopilus junonius!!
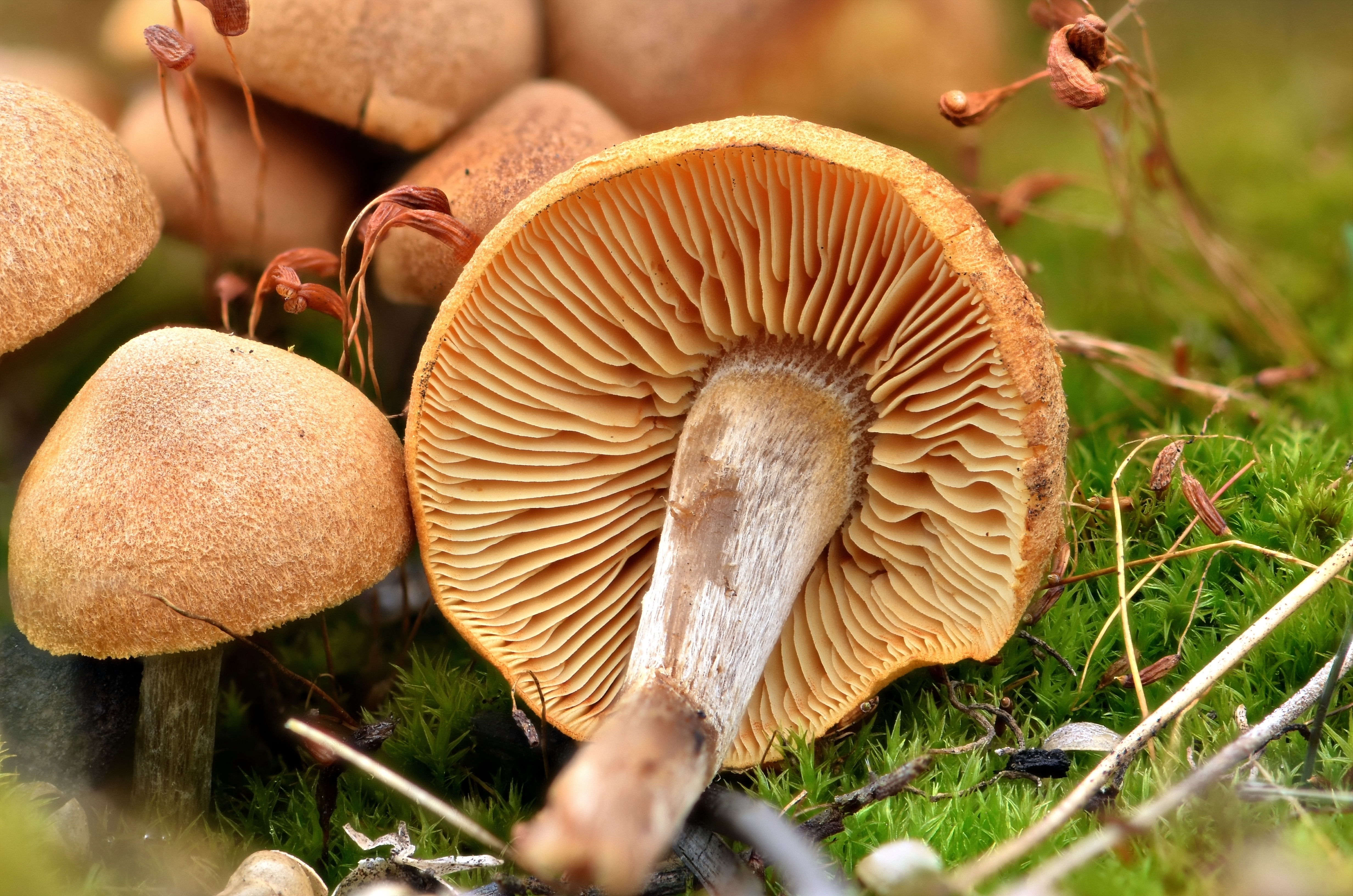
!Gymnopilus odinii!
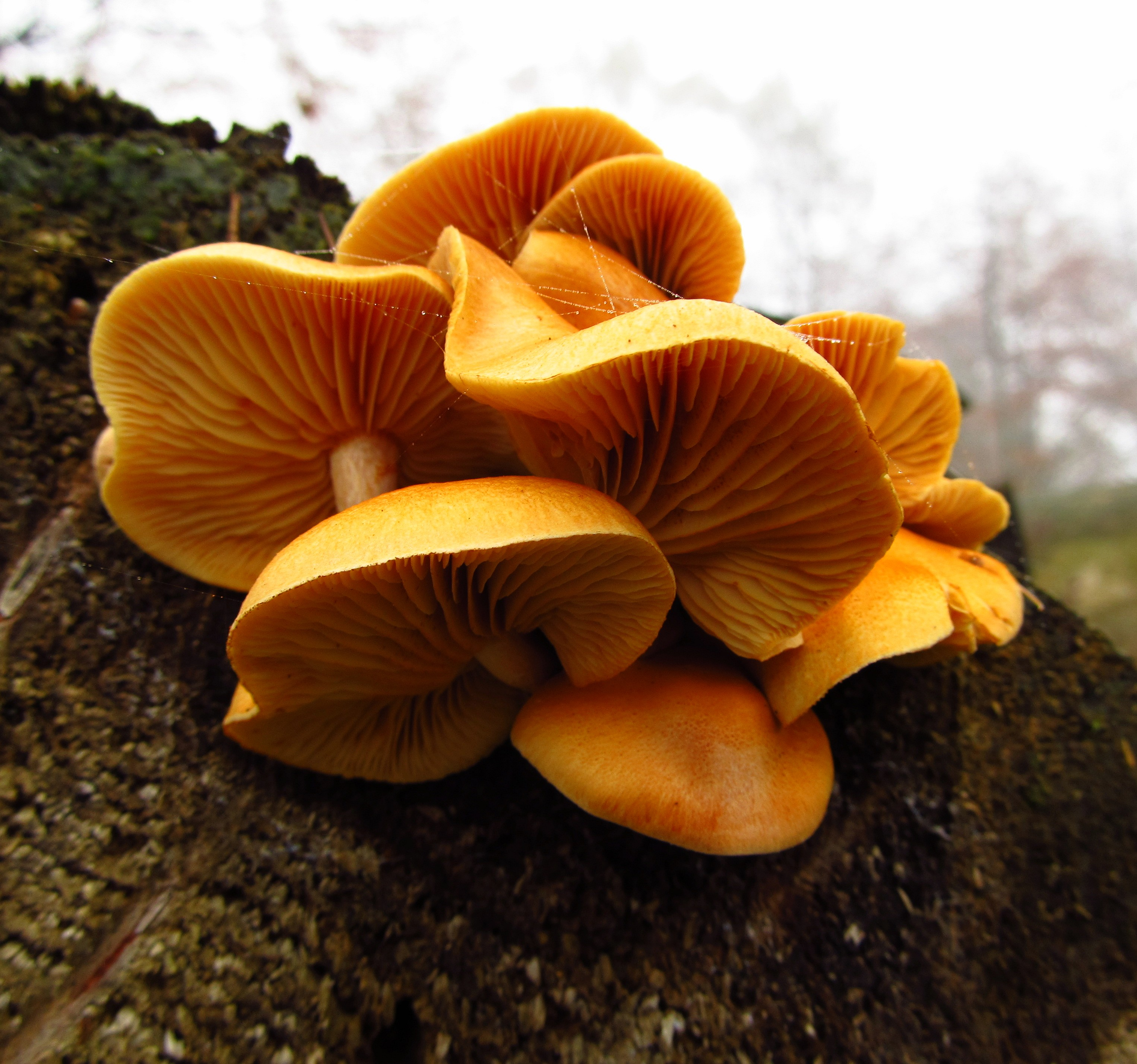
!Gymnopilus penetrans!
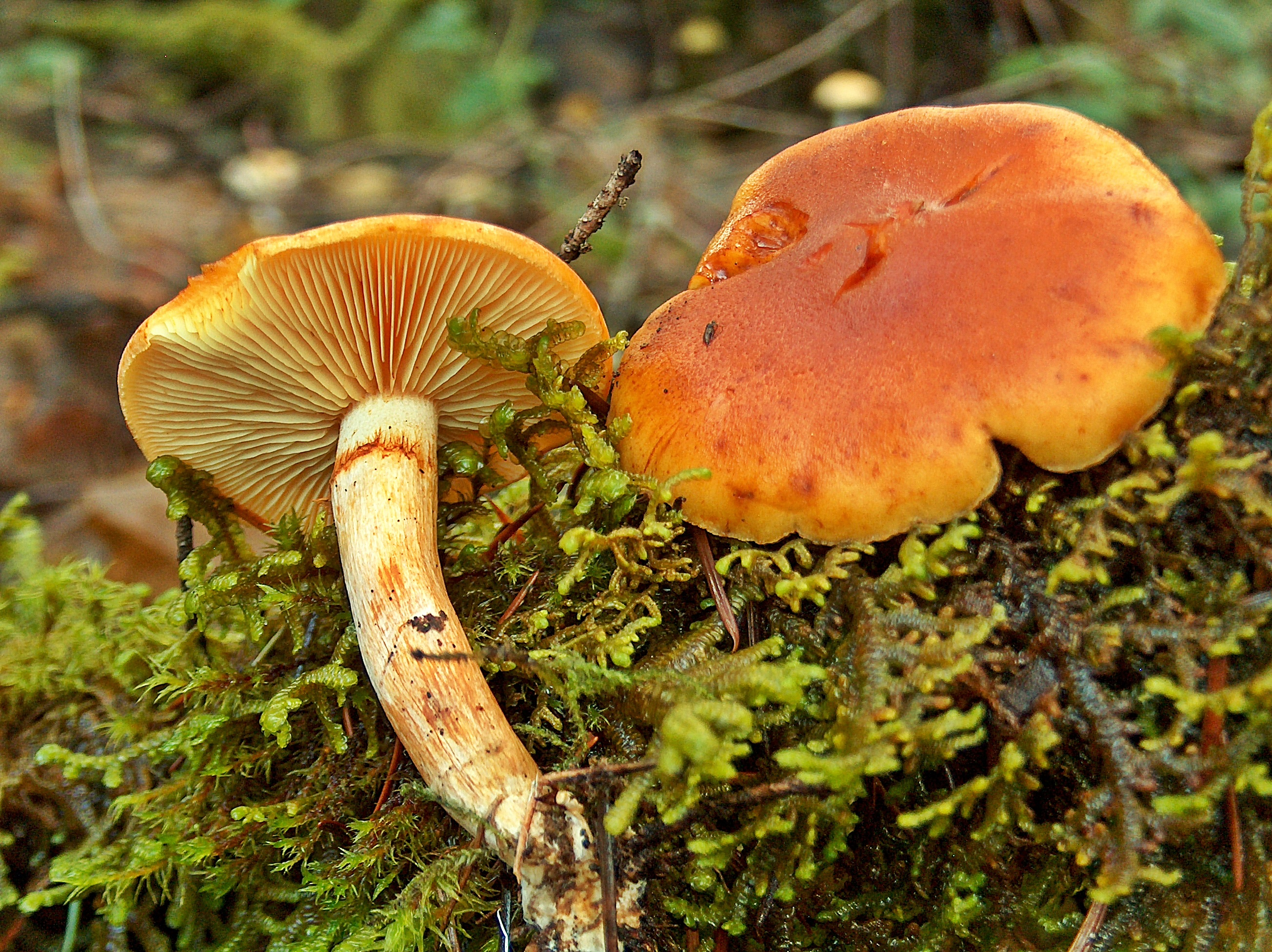
!Gymnopilus sapineus!
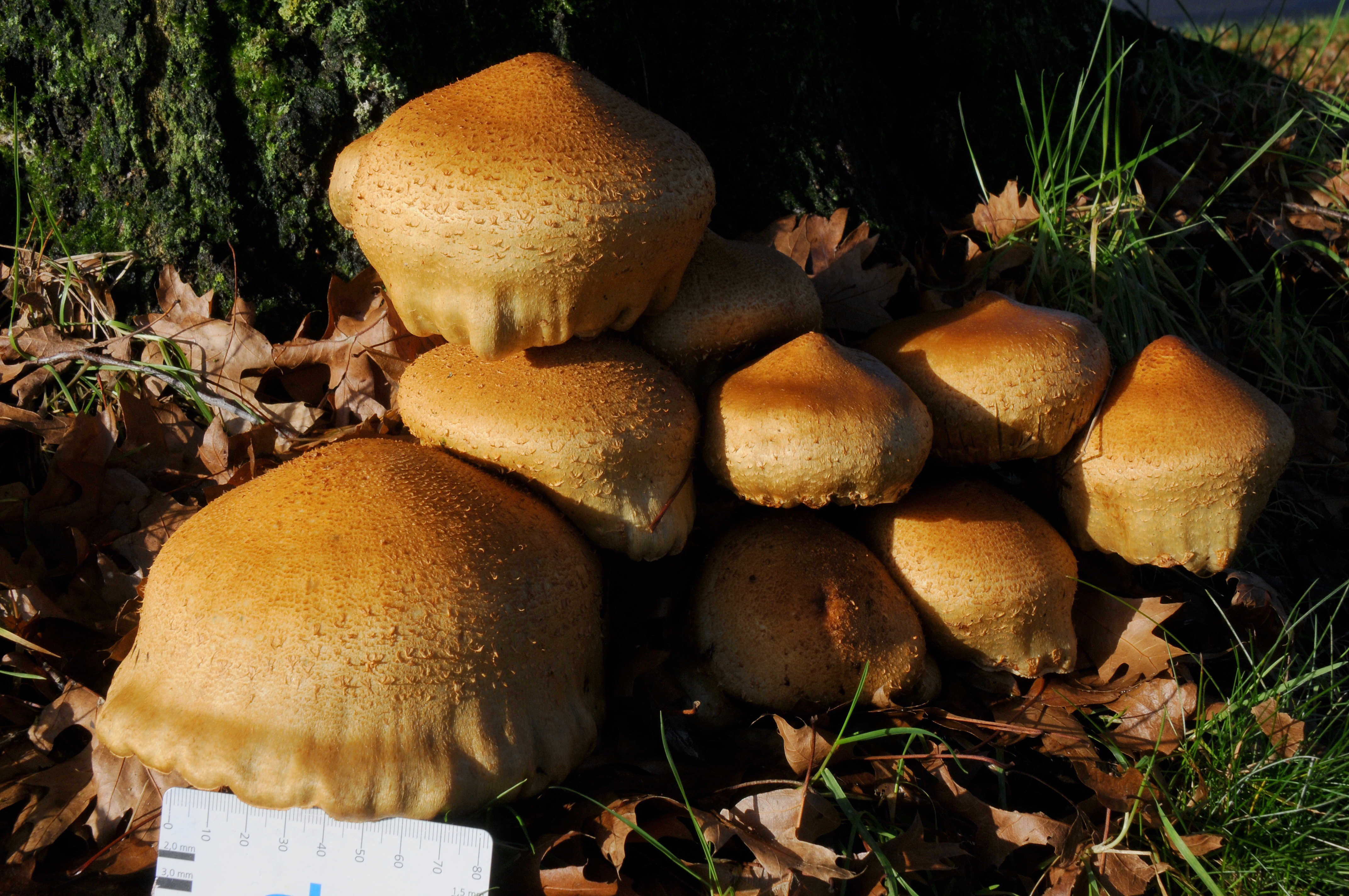
Pholiota squarrosa

## Valorificare
Trebuie menționat aspectul duplicitar al acestei ciuperci. Pe de o parte este descrisă drept foarte savuroasă la Meinhard Michael Moser și chiar de calitate excepțională la Henri Romagnesi, dar ingerată crud, toxică. Pe de altă parte, medicul elvețian René Flammer, un om foarte precaut, o vede grav otrăvitoare. Fapt este că în corpul fructifer s-au măsurat până la 510 mg HCN/kg (această concentrație ridicată de cianură acționează ca o otravă de hrănire și, prin urmare, ciupercile nu sunt aproape niciodată afectate de melci sau viermi) și, după o încălzire numai scurtă, încă până la 200 mg HCN/kg. De acea este obligatoriu, de a-l fierbe sau prăji bine. În timpul preparației nu inhalați aburii, fiindcă sunt toxici. Consumat crud, buretele este extrem de otrăvitor. Deja 20 mg pot fi letale pentru un copil. De acea, nu faceți niciodată o probă.
Mai departe, Phaeolepiota aurea acumulează de asemenea metale grele, în special cadmiu, dar numai acolo, unde e conținut în sol. În acest caz, o intoxicație cronică cu metale grele printr-un consum regulat, este posibilă.